# Esther Philipse
Esther Jeanette Zwaap-Philipse (geboren 15. Februar 1913 in Rotterdam; gestorben 8. Oktober 1944 im KZ Auschwitz-Birkenau) war eine niederländische Sängerin und Schauspielerin.

## Leben
Esther Philipse war die Tochter von David Joseph Philipse und Judith Frieser. Sie heiratete den Arzt Salomon Zwaap und hatte mit ihm zwei Söhne. Philipse hatte als junge Künstlerin erste Auftritte in den Niederlanden.
Nach der deutschen Besetzung der Niederlande 1940 wurde sie 1943 aus rassistischen Gründen mit ihrer Familie im Durchgangslager Westerbork inhaftiert. Dort wirkte sie an den von Max Ehrlich gestalteten Theaterabenden mit. Am 6. September 1944 wurde sie in das Ghetto Theresienstadt transportiert. Am 6. Oktober 1944 wurde sie in das KZ Auschwitz-Birkenau deportiert und nach ihrer Ankunft mit ihren Söhnen ermordet. Ihr Mann wurde am 1. Oktober 1944 in Auschwitz ermordet, ihre Eltern im Juli 1943 im Vernichtungslager Sobibor.